# Nijinsky (häst)
Nijinsky, vanligtvis känd i USA som Nijinsky II, född 21 februari 1967, död 15 april 1992, var ett kanadensisktfött engelskt fullblod, mest känd för att ha blivit den 15:e hästen som tagit titeln Triple Crown i England, då han segrat i 2000 Guineas (1970), Epsom Derby (1970) och St. Leger Stakes (1970). Han anses av många experter ha varit den största galopphästen i Europa under 1900-talet.

## Karriär
Nijinsky var en brun hingst efter Northern Dancer och under Flaming Page (efter Bull Page). Han föddes upp av Windfields Farm och ägdes av Charles W. Engelhard Jr.. 
Han såldes som ettåring på Windfields Farms auktion till den amerikanske finansmannen Charles W. Engelhard Jr., efter råd från den irländska tränaren Vincent O'Brien. Det var Engelhards fru Jane som bestämde att hingsten skulle döpas efter dansaren Wacław Niżyński. Nijinsky skickades sedan över tillIrland, där han tränades av O'Brien vid Ballydoyle Stables i Tipperary. Han reds ofta av Lester Piggott.
Nijinsky tävlade mellan 1969 och 1970 och sprang under sin tävlingskarriär in 677 177 dollar på 13 starter, varav 11 segrar och 2 andraplatser. Han tog karriärens största segrar i 2000 Guineas (1970), Epsom Derby (1970) och St. Leger Stakes (1970). Han segrade även i Railway Stakes (1969), Anglesey Stakes (1969), Beresford Stakes (1969), Dewhurst Stakes (1969), Gladness Stakes (1970), Irish Derby (1970) och King George VI and Queen Elizabeth Stakes (1970).

### Som avelshingst
Efter att Nijinsky avslutat sin tävlingskarriär, skickades han över till USA för att vara verksam som avelshingst. Han registrerades där som Nijinsky II, för att undvika förväxling med Nijinsky (född 1958 e. Tom Fool).
Som avelshingst blev Nijinsky ledande avelshingst i Storbritannien och Irland (1986) samt den ledande avelsmorfader i Nordamerika (1993, 1994). Genom att vinna topplöp över varierande distanser mellan 6 och 14 furlongs, ansågs Nijinsky vara bland de mest mångsidiga av de stora hästarna på 1900-talet.
Nijinsky blev far till 155 stakes/gruppvinnare, och är den enda hästen som blivit far till en vinnare av Kentucky och Epsom Derby samma år. Hans anmärkningsvärda avkomma inkluderar:
| Häst           | Noterbara segrar/bedrifter |
| -------------- | --- |
| Caucasus       | Irish St Leger och tre grupp 1-löp i Nordamerika                                                                                             |
| Caerleon       | Prix du Jockey Club, International Stakes, Ledande avelshingst i Storbritannien och Irland (1988, 1991)                                      |
| Dancing Spree  | Breeders' Cup Sprint, Suburban Handicap, Carter Handicap, True North Handicap, Churchill Downs Handicap, Gulfstream Park Sprint Championship |
| De La Rose     | Eclipse Award, 1981 |
| Ferdinand      | Kentucky Derby, Breeders' Cup Classic, United States Horse of the Year                                                                       |
| Golden Fleece  | Epsom Derby. Obesegrad som treåring i England och Irland                                                                                     |
| Green Dancer   | Futurity Stakes, Prix Lupin, Poule d'Essai des Poulains, Ledande avelshingst i Frankrike (1991)                                              |
| Ile de Bourbon | King George VI and Queen Elizabeth Stakes |
| Kings Lake     | Irish 2000 Guineas, Sussex Stakes, Joe McGrath Memorial Stakes                                                                               |
| Lammtarra      | Epsom Derby, King George VI and Queen Elizabeth Stakes, Prix de l'Arc de Triomphe                                                            |
| Maplejinsky    | Monmouth Oaks, Alabama Stakes. Mor till Sky Beauty                                                                                           |
| Niniski        | Irish St Leger, Prix Royal Oak |
| Quiet Fling    | Coronation Cup |
| Royal Academy  | July Cup, Breeders' Cup Mile. Far till Bullish Luck, Val Royal och Bel Esprit, som i sin tur blev far till Black Caviar                      |
| Seattle Dancer | Världens dyraste ettåring 1985. Såldes för 13,1 miljoner dollar                                                                              |
| Shadeed        | 2000 Guineas. Far till Alydeed |
| Shahrastani    | Epsom Derby, Irish Derby |
| Sky Classic    | Canadian Horse Racing Hall of Fame, Eclipse Award                                                                                            |
| Solford        | Eclipse Stakes |
| Whiskey Road   | Far till Strawberry Road |

### Död
Nijinsky avlivades den 15 april 1992 på grund av åldersrelaterade sjukdomar, efter att ha lidit av fång sedan 1985. Han är begravd på Claiborne Farm mellan Mr. Prospector och Secretariat.